# Рошель-Парк (Нью-Джерсі)
Рошель-Парк (англ. Rochelle Park) — селище (англ. village) в США, в окрузі Берген штату Нью-Джерсі. Населення — 5814 особи (2020).

## Демографія
Згідно з переписом 2010 року, у селищі мешкало 5530 осіб у 2087 домогосподарствах у складі 1455 родин. Було 2170 помешкань
Расовий склад населення:
| - 82,2 % — білих - 8,7 % — азіатів - 2,9 % — чорних або афроамериканців - 0,3 % — корінних американців - 3,9 % — осіб інших рас |

До двох чи більше рас належало 2,0 %. Частка іспаномовних становила 16,3 % від усіх жителів.
За віковим діапазоном населення розподілялося таким чином: 18,2 % — особи молодші 18 років, 61,9 % — особи у віці 18—64 років, 19,9 % — особи у віці 65 років та старші. Медіана віку мешканця становила 44,2 року. На 100 осіб жіночої статі у селищі припадало 92,8 чоловіків;  на 100 жінок у віці від 18 років та старших — 86,6 чоловіків також старших 18 років.
Середній дохід на одне домашнє господарство  становив 91 458 доларів США (медіана — 73 512), а середній дохід на одну сім'ю — 99 907 доларів (медіана — 74 607). Медіана доходів становила 55 766 доларів для чоловіків та 50 349 доларів для жінок. За межею бідності перебувало 3,3 % осіб, у тому числі 4,3 % дітей у віці до 18 років та 7,7 % осіб у віці 65 років та старших.
Цивільне працевлаштоване населення становило 2921 осіб. Основні галузі зайнятості: освіта, охорона здоров'я та соціальна допомога — 29,2 %, роздрібна торгівля — 13,3 %, науковці, спеціалісти, менеджери — 11,7 %.